# Йосиф Любенов
Йосиф Петров Любенов е български лекар, публицист и писател.

## Биография
Роден е в гр.Кюстендил; син на Петър Любенов и брат на Димитър Любенов. Завършва класното училище в родния си град и Военномедицинското висше училище в Цариград (1877). Като студент сътрудничи на български вестници, издавани в Цариград.
Работи като лекар на турска войскова част, която се мести от Ниш в Босна, а по-късно в Йемен, откъдето бяга в България (1880). Назначен е за военен лекар в Кюстендилския гарнизон.
Автор на: „Сифилис и въобще венерическите болести". „Моето възпоминание от Йемен" (тази книга дава сюжет на Иван Вазов за разказа му „Шуми Марица окървавена"). През 1892 издава книгата „Лекар за човешките болки и лекуването им", в която са описани клиниката и лечението на много болести. В статията „Медицината преди 35 години в Кюстендил", поместена в Медицинския сборник през 1895 г., описва прилаганите лечебни методи и използвани лекарства в града. През 1897 г. посещава някои кантонални болници в Швейцария и Пастьоровия институт в Париж. Същата година е делегат в Москва и Петербург на XII международен медицински конгрес. Пътуванията в Европа и участието си в конгреса описва в книгата „Пътни бележки и впечатления".
След пенсионирането си живее в София.